# University of Southern California

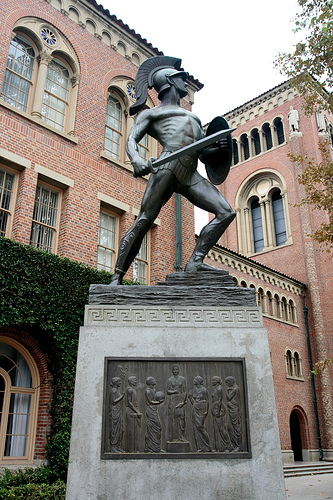
Het beeld bekend als "Tommy Trojan" dat staat in het midden van de campus van de University of Southern California.

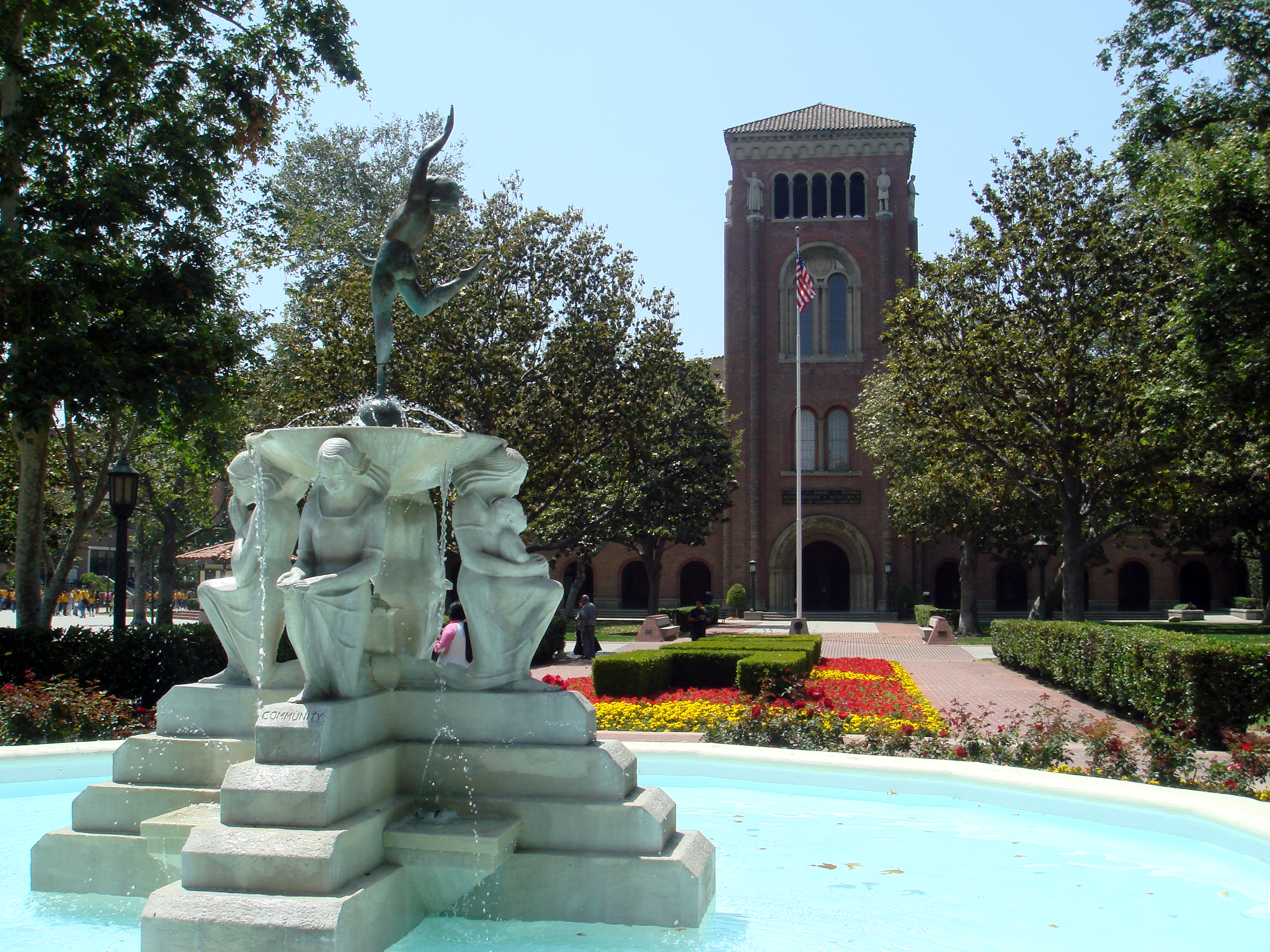
Bovard Administration Building

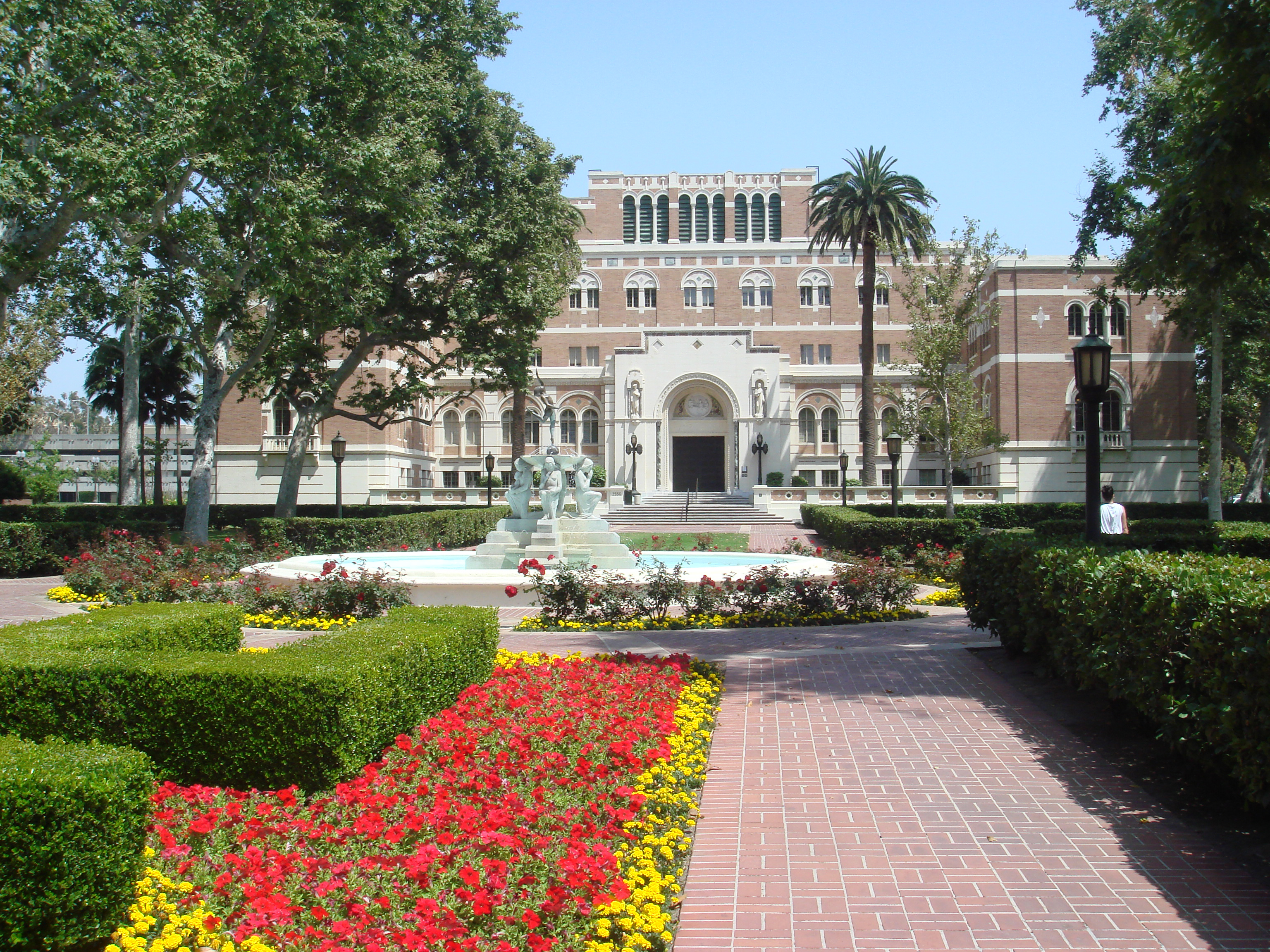
Doheny Library

De University of Southern California (USC) is de oudste particuliere onderzoeksuniversiteit van de Amerikaanse deelstaat Californië. USC werd in 1880 opgericht en ligt in het stadscentrum van Los Angeles. USC is lid van de Association of American Universities, een netwerk van toonaangevende onderzoeksintensieve Noord-Amerikaanse universiteiten.
USC wordt door universiteitsranglijsten doorgaans als een van de topuniversiteiten van de Verenigde Staten aangeduid. QS World University Rankings plaatste USC als 15e in het algemeen. Over het algemeen wordt de universiteit geassocieerd met 10 Nobelprijswinnaars, een Turing Award-ontvanger en 11 Rhodes-alumni. Tot de universitair afgestudeerden behoren 29 miljardairs, de op drie na hoogste ter wereld, na de Universiteit van Pennsylvania, Harvard-universiteit en Yale-universiteit. USC is een van de universiteiten die de meeste studenten naar Silicon Valley stuurt.
Vanwege de nabijheid van USC tot Hollywood, de nauwe verbinding tussen de School of Cinematic Arts en de entertainmentindustrie en de architectuur op de campus, is de universiteit gebruikt in tal van films, televisieseries, commercials en muziekvideo's. Volgens de IMDB was de USC-campus te zien in minstens 180 film- en televisieseries. USC-alumni hebben vanaf 2019 een cruciale rol gespeeld in 21 van de 25 best scorende films aller tijden.
USC staat bekend om een sterke schoolcultuur. USC-atleten wonnen 288 medailles op de Olympische Spelen (135 gouden medailles, 88 zilveren medailles en 65 bronzen medailles), meer dan enige andere universiteit ter wereld. Een grote rivaliteit bestaat er tussen USC en stadsgenoot UCLA.

## Bekende studenten en docenten
- Shinzo Abe, premier van Japan
- Neil Armstrong, Amerikaans testpiloot en astronaut
- Marcus Allen, Amerikaans football-speler
- Wayne Black, Zimbabwaans tennisspeler
- Anthony Boucher, Amerikaans sciencefictionredacteur en schrijver
- Harold Budd, Amerikaans componist van ambient- en avant-garde-muziek
- Sophia Bush, Amerikaans actrice
- Reggie Bush, Amerikaans football-speler en Heisman-winnaar
- DeMar DeRozan, Amerikaans basketbalspeler (Toronto Raptors)
- James Dobson, Amerikaans (christelijk) schrijver en psycholoog
- Robert Dressler, Amerikaans botanicus die is gespecialiseerd in orchideeën
- Frank Gehry, Canadees architect
- Jerry Goldsmith, Amerikaans componist van filmmuziek
- Jason Graves, Amerikaans componist van muziek voor films en computerspellen
- Dexter Holland, Amerikaans zanger en moleculair bioloog
- bell hooks, Amerikaans schrijfster, hoogleraar, feministe en sociaal activiste
- Scott Hoying, Amerikaans zanger, 1/5 van de groep Pentatonix
- Sim Iness, Amerikaans olympisch kampioen discuswerpen
- Irvin Kershner. Amerikaans filmregisseur en acteur
- George Lucas, Amerikaans filmregisseur, filmproducent en schrijver
- Mohamed Morsi, President van Egypte
- Rick Nieman, Nederlandse televisiepresentator
- Pat Nixon, vrouw van Richard Nixon
- Charles Owen Prince, Amerikaans ondernemer
- Mark Rober, Amerikaans wetenschapper van NASA
- Norman Schwarzkopf jr., Amerikaans viersterrengeneraal
- O.J. Simpson, Amerikaans football-speler en acteur
- Scott Simpson, Amerikaans golfer
- Tim Sluiter, Nederlands golfer
- Craig Stadler, Amerikaans golfer
- Sara Mae Stinchfield Hawk, Amerikaans logopedist
- Tommy Thomson, Canadees atleet
- John Wayne, Amerikaans acteur
- Forest Whitaker, Amerikaans acteur, regisseur en producer
- Stevie Wonder, Amerikaans zanger en muzikant
- Lee Thompson Young, Amerikaans acteur
- Nick Young, Amerikaans basketbalspeler (Golden State Warriors)
- Robert Zemeckis, Amerikaans filmregisseur, schrijver en producent